# Raymond Brousseau
Pour les articles homonymes, voir Brousseau.
Raymond Brousseau né le 11 février 1938 à Montréal et mort le 4 juillet 2021  à Québec est un collectionneur, artiste, réalisateur, scénariste et monteur québécois.

## Filmographie

### comme Réalisateur
- 1970 : Points de suspension (film)|Points de suspension
- 1970 : Dimension soleils
- 1971 : Présenter le pays aux gens d'ici et d'ailleurs
- 1971 : All Stakes Are Down, No More Bets
- 1973 : Quelques animaux raisonnables?
- 1974 : Sens devant derrière
- 1974 : Canadiens conformes
- 1980 : A Québécois Rediscovered: Joseph Légaré 1795-1855

### comme Scénariste
- 1974 : Sens devant derrière
- 1974 : Canadiens conformes

### comme Monteur
- 1974 : Sens devant derrière
- 1974 : Canadiens conformes

## Musées et collections publiques
- Cinémathèque québécoise
- Musée d'art contemporain de Montréal
- Musée national des beaux-arts du Québec[7]